# فابيان ستينزيل
فابيان ستينزيل (بالألمانية: Fabian Stenzel)‏ هو لاعب كرة قدم ألماني، ولد في 7 أكتوبر 1986 في لونبورغ في ألمانيا. لعب مع كيمنتزر.

## وصلات خارجية
- فابيان ستينزيل على موقع قاعدة بيانات كرة القدم.إي يو (الإنجليزية)
- فابيان ستينزيل على موقع بيانات كرة القدم. دي إي (الألمانية)
- فابيان ستينزيل على موقع عالم كرة القدم.نت (الإنجليزية)